# Hesperonychus
Hesperonychus is een geslacht van theropode dinosauriërs behorend tot de Deinonychosauria dat tijdens het late Krijt leefde in het gebied van het huidige Canada.

## Naamgeving en vondst
De typesoort Hesperonychus elizabethae is in 2009 beschreven door Nicholas Longrich en Phil Currie. De geslachtsnaam is afgeleid van het Klassiek Griekse Ἑσπερίς, Hesperis, "westelijk", en ὄνυξ, onyx, "klauw", wat een verwijzing naar Canada combineert met een achtervoegsel dat vaker gegeven wordt aan kleine roofsauriërs. De soortaanduiding eert wijlen Elizabeth Nicholls, de conservator van het Royal Tyrrell Museum te Drumheller, die de resten in 1982 vond in het Dinosaur Provincial Park in Alberta — waarna ze voor 25 jaar onopgemerkt bleven, fout geïdentificeerd als die van een hagedis.
Het fossiel, holotype UALVP 48778, is in Alberta gevonden op de zuidelijke oever van de Red Deer River in een laag van de Dinosaur Park Formation daterend uit het Campanien, 75 miljoen jaar oud. Het bestaat uit in verband liggende en niet-samengedrukte delen van een bekken, namelijk stukken van de darmbeenderen en de complete schaambeenderen. Van de darmbeenderen zijn de voorbladen afgebroken en is ook de bovenkant beschadigd. De zitbeenderen ontbreken volledig. De paren schaambeenderen en darmbeenderen zijn met elkaar vergroeid, een teken het om een volwassen exemplaar gaat.
Daarnaast zijn zestien in een straal van tweehonderd kilometer van het holotype verwijderd apart gevonden teenkootjes als paratype aangeduid. Het gaat in alle gevallen om elementen van de tweede teen, de meeste betreffen de derde falanges in de vorm van sikkelklauwen. Deze paratypen stammen uit lagen met een tijdbereik van 1,7 miljoen jaar, mede uit de Oldmanformatie in engere zin die in tijd met de Dinosaur Park Formation samenvalt. Het gaat wat betreft de vondsten uit de Dinosaur Park Formation om de specimina RTMP 1988.36.68; RTMP 1989.116.65 (een eerste kootje met een lengte van 14,2 mm); RTMP 1991.50.105; RTMP 2000.12.100; UALVP 50686 en UALVP 50687 (een eerste kootje). Uit onbepaalde lagen zijn bekend: RTMP 1966.19.22 (een eerste kootje); RTMP 1979.10.6; RTMP 1980.8.205; RTMP 1980.16.1880; RTMP 1983.67.7 (een tweede kootje, 17.1 mm lang; RTMP 1988.50.34; RTMP 1990.107.15; RTMP 1991.50.143 (tweede kootje) en TMP 1992.36.61 (tweede kootje). Uit de Oldman ten slotte komt de sikkelklauw RTMP 1995.92.9.

## Beschrijving
Hesperonychus is een kleine roofsauriër. Gezien het gebrek aan gegevens kan verder slechts in algemene zin vermoed worden dat het een tweevoetige bevederde warmbloedige snelle jager betreft; een opgetrokken sikkelklauw aan de voet is waarschijnlijk en dit is ook de reden voor de toewijzing van de teenelementen aan de soort waarvoor een verband met het holotype eigenlijk niet bewezen kan worden. De klauwen zijn niet eudromaeosaurisch van vorm en zijn dus waarschijnlijk niet van jongen van andere uit de lagen bekende dromaeosauriden; Hesperonychus is de enige andere kandidaat.
Hoewel het holotype een volwassen individu betreft, is de grootte ervan gering. Het hele specimen is een twaalf centimeter lang; de schaambeenderen hebben een lengte van vijfennegentig millimeter. De totale lengte van het hele dier lag volgens de beschrijvers onder een meter. Het gewicht werd geschat op 1900 gram. In 2010 gaf Gregory S. Paul een licht afwijkende schatting: een lengte van een meter en een gewicht van anderhalve kilogram. Verschillende vondsten waren kennelijk van juveniele dieren die niet zwaarder geweest kunnen zijn dan enkele tientallen grammen.
De kleine afmetingen maken Hesperonychus tot de kleinste theropode die uit het Opper-Krijt van Noord-Amerika bekend is met uitzondering van Albertonykus, die echter een zeer gespecialiseerde levenswijze bezat, wellicht als insecteneter.
De beschrijvers wisten enkele onderscheidende kenmerken vast te stellen: bij het darmbeen is de binnenkant van het aanhangsel voor het schaambeen sterk uitgehold; het achterblad van het darmbeen heeft aan de interne, van de wervelkolom afgerichte, zijde van de binnenkant een richel, de aanhechting voor de Musculus caudofemoralis brevis, die middenin wegvalt zodat een onderscheiden voorste en achterste deel gevormd wordt; het schaambeen heeft aan de buitenste zijkant een richel die vleugelvormig uitsteekt en naar voren buigt; het schaambeen heeft onder het heupgewricht aan de buitenste zijkant een groeve; de vergroeiing van de onderste schachten van de schaambeenderen vormt een beenplaat aan de achterkant van de schachten in plaats in het midden; de vergroeiing van de uiteinden van de schaambeenderen is in zijaanzicht druppelvormig; de tak van het schaambeen die bovenaan richting de basis van het zitbeen loopt, is verdund tot een smalle richel.
Het schaambeen heeft aan de bovenste voorrand een verruwing. De oriëntatie van het schaambeen is lastig vast te stellen omdat het niet helemaal duidelijk is hoe het bekken gedraaid moet worden. Of het puntige achterblad van het darmbeen stak vrij sterk naar beneden of de schacht van het schaambeen was nogal naar achteren gericht. Deze schacht is van voor naar achteren gemeten vrij breed en draait naar onderen toe, waar de doorsnede ronder wordt, al snel en abrupt verder naar achteren en binnen om de symfyse te vormen met zijn tegenhanger. Het is op dat buigpunt dat de grote opvallende vleugelvormige processus juist naar buiten en voren uitsteken. Deze uitsteeksels aan beide zijden komen voort uit richels die ontstaan doordat de buitenvlakken van de schachten naar binnen draaien om het gladde uit een beenplaat bestaande bovenvlak van de samengroeiing te vormen; bij andere dromaeosauriden wordt deze "schort" al veel hoger gevormd. De hoge symfyse vormt geen "voet" met een vooruitstekende tak maar heeft een geleidelijk gebogen onderkant; de bovenkant blijft vrij horizontaal zonder op het eind naar boven richting zitbeen te buigen.
De bladen van de darmbeenderen draaien bovenaan sterk naar binnen en kunnen elkaar op de middenlijn geraakt hebben. Het achterblad van het darmbeen staat vrijwel recht en de beide bladen links en rechts lopen ongeveer parallel in plaat van uit elkaar te wijken. De hele heup van het dier is vrij smal. Dat de richel voor de aanhechting van de staartspier middenin onderbroken wordt, is uniek voor de Theropoda; dat het geen gevolg van een beschadiging is, blijkt uit het voorkomen van het kenmerk bij beide darmbeenderen. Het darmbeen heeft een lang aanhangsel voor het schaambeen die aan de binnenkant een diepe groeve heeft die overloopt in een uitholling aan de binnenkant van de basis van het schaambeen. De buitenkant van het aanhangsel is bol zonder groeve.
Het heupgewricht is gedeeltelijk gesloten. Het stuk darmbeen dat de bovenrand van het heupgewricht uitmaakt, is breed en de voorste buitenste rand van het heupgewricht is sterk opstaand, zoals bij Unenlagia. Het heupgewricht is iets naar boven gericht; bij de verwant Microraptor is wel vermoed dat er een mogelijkheid was van abductie, zijwaartse heffing, van het dijbeen om de achterpoten als vleugels te gebruiken.
De teenkootjes zijn relatief slank en lichtgebouwd. De sikkelklauw heeft een vlakke binnenste zijkant en een erg bolle buitenste zijkant zodat een halvemaanvormige doorsnede ontstaat.

## Fylogenie
Volgens de beschrijvers, die een aparte kladistische analyse uitvoerden, behoort Hesperonychus tot de Dromaeosauridae en meer bepaaldelijk tot de Microraptorinae, welke klade buiten de, bij deze gelegenheid gedefinieerde, klade Eudromaeosauria zou liggen. Dat zou de soort tot de laatst bekende microraptorine maken, 45 miljoen jaar later levend dan de andere leden van deze groep — mits, zoals de beschrijvers stellen, Bambiraptor niet tot die groep behoort maar tot de ook al nieuw gedefinieerde klade Saurornitholestinae — en een bewijs dat de microraptorinen kleine vormen bleven voortbrengen. Het zou ook het enige bekende lid van die groep uit Noord-Amerika zijn.

## Levenswijze
Het leefgebied van Hesperonychus bestond uit dichtbeboste laaglanden doortrokken van kleine riviertjes en moerassen. Het klimaat was warm maar met vrij koele winters.
Vermoedelijk joeg Hesperonychus op vrij kleine gewervelden. Zelf kan hij de prooi geweest zijn van iets grotere Deinonychosauria uit zijn habitat waarvan er een aantal bekend is: Dromaeosaurus, Saurornitholestes en Saurornithoides. Deze zouden een duidelijk zwaardere gewichtsklasse gevormd hebben, waarboven nog veel grotere reusachtige theropoden als Gorgosaurus en Daspletosaurus stonden, een teken dat de verschillende rollen als klein, middelgroot en zwaar roofdier strikt gescheiden waren met een gewichtsinterval van ongeveer een orde van grootte zonder tussenliggende vormen.
De beschrijvers menen dat Hesperonychus een hiaat vult in onze kennis van kleine roofdieren in het Opper-Krijt van Noord-Amerika; tot nu toe werd het als verrassend gezien dat daarvan zo weinig waren aangetroffen, iets waarvoor de speciale verklaring werd gezocht dat de jongen van grotere theropoden deze niches bezet hielden. Hesperonychus is wat zwaarder dan het grootste bekende vleesetende zoogdier in zijn habitat, Eodelphis, die zo'n zeshonderd gram woog. De beschrijvers zien dat als een aanwijzing dat dinosauriërs de zoogdieren door concurrentie "klein hielden". Aangezien in de formatie vrij veel kleine botfragmenten van kleine roofsauriërs worden gevonden, wordt dit beschouwd als een aanwijzing dat Hesperonychus een belangrijk deel uitmaakte van de fauna.
De andere bekende Microraptorinae zijn vormen met functionele vleugels; de beschrijvers denken echter dat Hesperonychus gezien zijn toch wat grotere omvang niet kon vliegen, maar wellicht wel in bomen klom en naar beneden zweefde. De precieze vluchtcapaciteiten zouden sterk afhankelijk zijn geweest van de armlengte die nog onbekend is.